# Musig im pflegidach

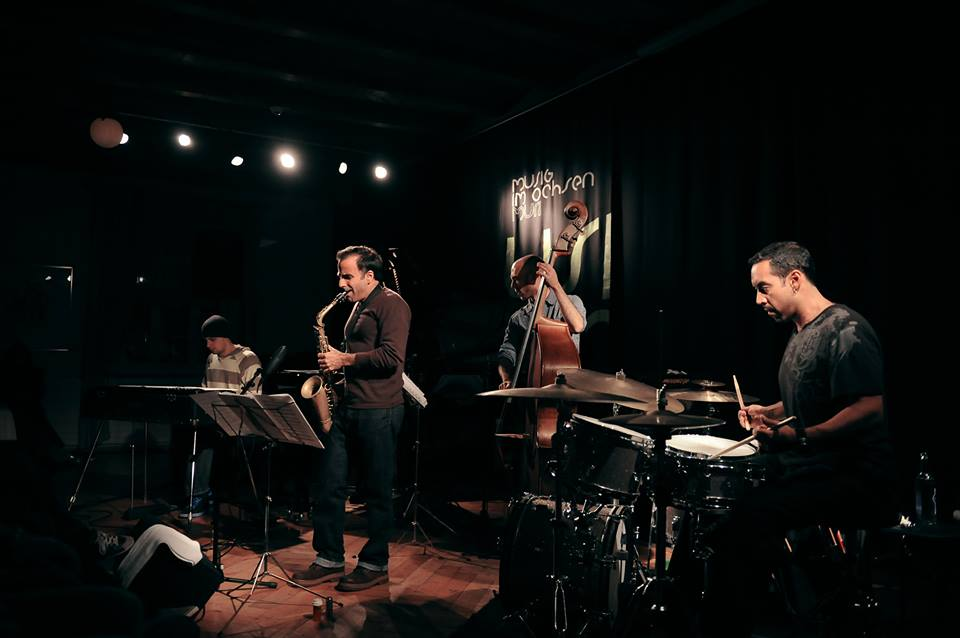
Antonio Sanchez Quartet (Sanchez, Binney, Brewer, John Escreet) spielen bei musig-im-ochsen, Muri.

musig im pflegidach ist eine Konzertreihe der Stiftung Murikultur in Muri, Aargau.
Die Konzerte finden am Sonntagabend – ausser in den Schulferien – im Dachraum der Pflegi Muri statt. Diese befindet sich im ehemaligen Klosterbezirk. Das Programm wird von Stephan Diethelm kuratiert und beinhaltet Jazz, World und Pop.
Stephan Diethelm begann mit der Konzertreihe im Jahre 2002 im kleinen Café Stern (musig im stern). Wegen Platzmangel zog die Reihe dann 2009 in das Hotel Ochsen und hiess dann musig im ochsen. Ab 26. April 2015 findet die Reihe im wiederum grösseren Dachraum der Pflegi Muri statt.
Im Café Stern traten  dabei John Abercrombie, Rachel Z, David Friedman, Dota, Gustav, Claudia Koreck, Mônica Salmaso, Mark Otis Selby oder LaBrassBanda auf.
Auftritte hatten die stilbildenden New York City Jazz-Musiker Snarky Puppy, David Sanchez, Mark Guiliana, Aaron Parks, Lage Lund, Nir Felder, Sachal Vasandani, Wayne Krantz, Gerald Clayton, Gilad Hekselman, Ari Hoenig, David Binney, Mark Turner, Jonathan Blake, Jason Lindner, Jeff Ballard, Larry Grenadier, Steve Cardenas, Peter Bernstein, Larry Goldings, Bill Stewart, Eric Harland, Allison Miller, Jenny Scheinman, Gregory Tardy, Brian Blade, Jon Cowherd, Scott Colley, John Patitucci, Robert Glasper, Gretchen Parlato, Antonio Sánchez, Jacky Terrasson, Clarence Penn, Yaron Herman, Marcus Gilmore, Miguel Zenón, John Hébert, Luis Perdomo, Ambrose Akinmusire, Taylor Eigsti, Julian Lage, Billy Childs, Tim Garland, Gwilym Simcock, Chris Dave, Pino Palladino, Tim Stewart und Kebbi Williams.
In Muri spielten auch  Billy Hart, Kenny Werner, Fred Hersch, Bill Evans, Myra Melford, Joey Calderazzo, Tom Harrell, Claudia Acuña, Gaby Moreno, Pepe Habichuela, Torun Eriksen, Dieter Meier, Adrian Stern, Lea Lu, Heidi Happy und Michael von der Heide.